# Коллизия кадров
Коллизия (англ. collision — ошибка наложения, столкновения) — в терминологии компьютерных и сетевых технологий наложение двух и более кадров от станций, пытающихся передать кадр в один и тот же момент времени в среде передачи коллективного доступа.

## Причины возникновения
В ранних модификациях сетей Ethernet использовался метод доступа к среде передачи данных, называемый методом коллективного доступа с опознаванием несущей и обнаружением коллизий (carrier sense multiple access with collision detection, CSMA/CD). Этот метод применяется исключительно в сетях с логической общей шиной (к которым относятся и радиосети, породившие этот метод). Все компьютеры такой сети имеют непосредственный доступ к общей шине, которая могла быть реализована с использованием коаксиального кабеля или хаба, поэтому она может быть использована для передачи данных между любыми двумя узлами сети. Одновременно все компьютеры сети имеют возможность немедленно (с учетом задержки распространения сигнала по физической среде) получить данные, которые любой из компьютеров начал передавать на общую шину. Простота схемы подключения - это один из факторов, определивших успех стандарта Ethernet. Считается, что кабель, к которому подключены все станции, работает в режиме коллективного доступа (Multiple Access, MA).

### Этапы доступа к среде
Все данные, передаваемые по сети, помещаются в кадры определенной структуры и снабжаются уникальным адресом станции назначения.
Чтобы получить возможность передавать кадр, станция должна убедиться, что разделяемая среда свободна. Это достигается прослушиванием основной гармоники сигнала, которая также называется несущей частотой (carrier-sense). Признаком незанятости среды является отсутствие на ней несущей частоты, которая при манчестерском способе кодирования равна 5-10 МГц, в зависимости от последовательности единиц и нулей, передаваемых в данный момент.
Если среда свободна, то узел имеет право начать передачу кадра. Все станции, подключенные к кабелю, могут распознать факт передачи кадра, и та станция, которая узнает собственный адрес в заголовках кадра, записывает его содержимое в свой внутренний буфер, обрабатывает полученные данные, передает их вверх по своему стеку, а затем посылает по кабелю кадр-ответ. Адрес станции источника содержится в исходном кадре, поэтому станция-получатель знает, кому нужно послать ответ. После окончания передачи кадра все узлы сети обязаны выдержать технологическую паузу (interframe gap) в 9,6 мкс (для Ethernet 10 Мбит/с). Эта пауза, называемая также межкадровым интервалом, нужна для приведения сетевых адаптеров в исходное состояние, а также для предотвращения монопольного захвата среды одной станцией. После окончания технологической паузы узлы имеют право начать передачу своего кадра, так как среда свободна.

### Возникновение коллизий
При описанном подходе возможна ситуация, когда две станции одновременно пытаются передать кадр данных по общей среде. Механизм прослушивания среды и пауза между кадрами не гарантируют защиту от возникновения такой ситуации, когда две или более станции одновременно решают, что среда свободна, и начинают передавать свои кадры. Говорят, что при этом происходит коллизия (collision), так как содержимое обоих кадров сталкивается на общем кабеле и происходит искажение информации — методы кодирования, используемые в Ethernet, не позволяют выделять сигналы каждой станции из общего сигнала.
Коллизия — это нормальная ситуация в работе сетей Ethernet. Для возникновения коллизии не обязательно, чтобы несколько станций начали передачу абсолютно одновременно, такая ситуация маловероятна. Гораздо вероятней, что коллизия возникает из-за того, что один узел начинает передачу раньше другого, но до второго узла сигналы первого просто не успевают дойти к тому времени, когда второй узел решает начать передачу своего кадра. То есть коллизии — это следствие распределенного характера сети.
Чтобы корректно обработать коллизию, все станции одновременно наблюдают за возникающими на кабеле сигналами. Если передаваемые и наблюдаемые сигналы отличаются, то фиксируется обнаружение коллизии (collision detection, CD). Для увеличения вероятности скорейшего обнаружения коллизии всеми станциями сети станция, которая обнаружила коллизию, прерывает передачу своего кадра (в произвольном месте, возможно, и не на границе байта) и усиливает ситуацию коллизии посылкой в сеть специальной последовательности из 32 бит, называемой jam-последовательностью.
Чёткое распознавание коллизий всеми станциями сети являлось необходимым условием корректной работы сети ранних модификаций Ethernet. В современных коммутируемых проводных сетях Ethernet к каждому сегменту линии передачи данных (кабелю витой пары или оптическому кабелю) подключается только два сетевых порта в режиме дуплексной передачи и возникновение коллизий принципиально невозможно.